# ゆりかごを揺らす手
『ゆりかごを揺らす手』（ゆりかごをゆらすて、原題：The Hand That Rocks the Cradle）は、1992年制作のアメリカ合衆国のサイコスリラー映画。カーティス・ハンソン監督。英国の諺「ゆりかごを揺らす手は世界を制す(the hand that rocks the cradle rules the world)」から来ている。

## あらすじ
2人目の子供を妊娠したクレアは産婦人科医のモットの診察を受けるが、彼は診察するふりをしてクレアをはだけさせ、体を触るわいせつ行為をはたらく。
クレアはその事を知った夫マイケルに薦められてモットを告訴。すると、他にも彼に被害を受けたとする女性が続出して大事件となり、追い詰められたモットは自殺した。それを知ったモットの妻は保険を全て没収されたうえ、ショックで流産、子供が産めない体となってしまい、クレア一家に復讐を誓う。
6か月後、モットの妻はペイトンというナニーとしてクレアの家に入り込み、復讐を開始する。

## 登場人物
クレア・バーテル
演 - アナベラ・シオラ
主婦。猥褻な診察をモットから受けたことで彼を告訴する。喘息の持病がある。
モット夫人 / ペイトン・フランダース
演 - レベッカ・デモーネイ
モットの妻。妊娠していたがモットが告訴されたショックで流産してしまい、事の発端であるクレアを憎む。ペイトンという偽名を使い、ベビーシッターとしてバーテル家に忍び込む。
マイケル・バーテル
演 - マット・マッコイ
クレアの夫。遺伝子工学研究員。
ソロモン
演 - アーニー・ハドソン
障害者。バーテル家の使用人となる。ペイトンの本性を見て疑念を抱くが逆にペイトンに嵌められ追い出される。しかし、それでもバーテル家を助けようと頑張る。
マーリーン・クレイヴン
演 - ジュリアン・ムーア
クレアの友人。センシティブな発言をする大胆ながらもペイトンが危険人物であることを見抜くなど冴えている。
エマ・バーテル
演 - マデリーン・ジーマ
クレアとマイケルの娘。
モット
演 - ジョン・デ・ランシー
医者。診察を悪用して女性に猥褻していた。このことがばれて、告訴されショックから自殺する。

## キャスト
| 役名                                | 俳優                 | 日本語吹替 | 日本語吹替                     | 日本語吹替 |
| 役名                                | 俳優                 | ソフト版   | テレビ朝日版                   |            |
| ----------------------------------- | -------------------- | ---------- | ------------------------------ | ---------- |
| クレア・バーテル                    | アナベラ・シオラ     | 佐々木優子 | 戸田恵子                       |            |
| モット夫人 / ペイトン・フランダース | レベッカ・デモーネイ | 戸田恵子   | 幸田直子                       |            |
| マイケル・バーテル                  | マット・マッコイ     | 安原義人   | 原康義                         |            |
| ソロモン                            | アーニー・ハドソン   | 水野龍司   | 水野龍司                       |            |
| マーリーン・クレイヴン              | ジュリアン・ムーア   | 小宮和枝   | 野沢由香里                     |            |
| エマ・バーテル                      | マデリーン・ジーマ   | 野沢満恵   | 吉田小南美                     |            |
| モット                              | ジョン・デ・ランシー | 曽我部和恭 |                                |            |
| 初回放送                            |                      |            | 1996年1月28日 『日曜洋画劇場』 |            |
| 再放送                              |                      |            | 2012年11月27日 『ザ・シネマ』  |            |